# Ніпомо (Каліфорнія)
Ніпомо (англ. Nipomo) — переписна місцевість (CDP) в США, в окрузі Сан-Луїс-Обіспо штату Каліфорнія. Населення — 18 176 осіб (2020).

## Географія
Ніпомо розташоване за координатами 35°1′50″ пн. ш. 120°29′52″ зх. д. / 35.03056° пн. ш. 120.49778° зх. д. (35.030660, -120.497757).  За даними Бюро перепису населення США в 2010 році переписна місцевість мала площу 38,47 км², з яких 38,47 км² — суходіл та 0,00 км² — водойми.

## Демографія
Згідно з переписом 2010 року, у переписній місцевості мешкало 16 714 осіб у 5474 домогосподарствах у складі 4365 родин. Густота населення становила 435 осіб/км².  Було 5759 помешкань (150/км²).
Расовий склад населення:
| - 73,5 % — білих - 2,5 % — азіатів - 1,2 % — корінних американців - 1,1 % — чорних або афроамериканців - 0,2 % — вихідців з тихоокеанських островів - 16,9 % — осіб інших рас |

До двох чи більше рас належало 4,7 %. Частка іспаномовних становила 39,8 % від усіх жителів.
За віковим діапазоном населення розподілялося таким чином: 26,5 % — особи молодші 18 років, 60,9 % — особи у віці 18—64 років, 12,6 % — особи у віці 65 років та старші. Медіана віку мешканця становила 37,0 року. На 100 осіб жіночої статі у переписній місцевості припадало 97,8 чоловіків;  на 100 жінок у віці від 18 років та старших — 94,9 чоловіків також старших 18 років.
Середній дохід на одне домашнє господарство  становив 80 751 долар США (медіана — 60 348), а середній дохід на одну сім'ю — 93 653 долари (медіана — 78 565). Медіана доходів становила 50 878 доларів для чоловіків та 36 867 доларів для жінок. За межею бідності перебувало 12,0 % осіб, у тому числі 15,6 % дітей у віці до 18 років та 11,5 % осіб у віці 65 років та старших.
Цивільне працевлаштоване населення становило 7981 осіб. Основні галузі зайнятості: освіта, охорона здоров'я та соціальна допомога — 23,1 %, будівництво — 12,2 %, науковці, спеціалісти, менеджери — 10,4 %, роздрібна торгівля — 10,3 %.